# Dedicated to…
Dedicated to… (englisch für „Gewidmet an…“) ist das Debütalbum des deutschen Popsängers Sasha aus dem Jahr 1998. Mit über einer Million verkauften Einheiten ist es die erfolgreichste Veröffentlichung des Künstlers.

## Titelliste
| Nr.          | Titel                                        | Autor(en)                                          | Produzent(en)                                      | Länge |
| ------------ | -------------------------------------------- | -------------------------------------------------- | -------------------------------------------------- | ----- |
| 1.           | If You Believe                               | Grant Michael B., Pomez di Lorenzo, Pete Smith     | Grant Michael B., Stephan Baader                   | 4:27  |
| 2.           | Don't Say Good-bye                           | Grant Michael B., Pomez di Lorenzo                 | Grant Michael B., Pomez di Lorenzo                 | 4:12  |
| 3.           | I Feel Lonely                                | Grant Michael B., Pomez di Lorenzo, Sascha Schmitz | Grant Michael B., Pomez di Lorenzo                 | 3:58  |
| 4.           | I'm Still Waitin' (Unreleased Album Version) | Grant Michael B., Pomez di Lorenzo                 | Grant Michael B., Pomez di Lorenzo                 | 4:02  |
| 5.           | Keep On Runnin'                              | Grant Michael B., Pomez di Lorenzo                 | Grant Michael B., Pomez di Lorenzo                 | 4:17  |
| 6.           | Easy                                         | Lionel Richie                                      | Lionel Richie                                      | 4:06  |
| 7.           | Get Down (I Wanna Get Up)                    | Grant Michael B., Pomez di Lorenzo, Sascha Schmitz | Grant Michael B., Pomez di Lorenzo, Sascha Schmitz | 4:18  |
| 8.           | Lost In Your Blue Eyes                       | Grant Michael B., Pomez di Lorenzo                 | Grant Michael B., Pomez di Lorenzo                 | 4:55  |
| 9.           | Let Me Have You Girl                         | Grant Michael B., Pete Smith, Pomez di Lorenzo     | Grant Michael B., Pomez di Lorenzo                 | 4:10  |
| 10.          | Right On Time                                | Grant Michael B., Pete Smith, Pomez di Lorenzo     | Grant Michael B., Pomez di Lorenzo                 | 4:02  |
| 11.          | Raindrops                                    | Grant Michael B., Pomez di Lorenzo                 | Grant Michael B., Pomez di Lorenzo                 | 3:30  |
| 12.          | We Can Leave The World                       | Grant Michael B., Pete Smith, Pomez di Lorenzo     | Grant Michael B., Pomez di Lorenzo                 | 5:31  |
| Gesamtlänge: | Gesamtlänge:                                 | Gesamtlänge:                                       | Gesamtlänge:                                       | 51:28 |

## Rezeption

### Rezensionen
Jörn Lauterbach, Musikkritiker der Zeitschrift Die Welt, befand: „Zwar lässt der Stilmix seiner ersten Platte, die er mitsamt einigen Coverversionen und einem neuen Stück beinahe komplett auf die Bühne brachte, noch Wünsche offen: Zu sehr ist sie geprägt von dem Versuch, es bloß allen recht zu machen. Balladen, die nur kurz oberhalb des Boygroup-Niveaus schlingern und belanglose Schunkelwerke wie I Feel Lonely müssen sich hinter den sehr schön melodischen If You Believe oder You Can Leave the World Behind verstecken“.

### Charts und Chartplatzierungen
| ChartsChartplatzierungen | Höchstplatzierung | Wochen |
| ------------------------ | ----------------- | ------ |
| Deutschland (GfK)        | 4 (54 Wo.)        | 54     |
| Österreich (Ö3)          | 2 (33 Wo.)        | 33     |
| Schweiz (IFPI)           | 10 (48 Wo.)       | 48     |

| ChartsJahrescharts (1999) | Platzierung |
| ------------------------- | ----------- |
| Deutschland (GfK)         | 10          |
| Österreich (Ö3)           | 10          |
| Schweiz (IFPI)            | 22          |

### Auszeichnungen für Musikverkäufe
| Land/Region        | Auszeichnungen für Musikverkäufe (Land/Region, Auszeichnung, Verkäufe) | Verkäufe  |
| ------------------ | ---------------------------------------------------------------------- | --------- |
| Dänemark (IFPI)    | Gold                                                                   | (25.000)  |
| Deutschland (BVMI) | Platin                                                                 | (500.000) |
| Europa (IFPI)      | Platin                                                                 | 1.000.000 |
| Frankreich (SNEP)  | Gold                                                                   | (100.000) |
| Italien (FIMI)     | Gold                                                                   | (50.000)  |
| Österreich (IFPI)  | Gold                                                                   | (25.000)  |
| Portugal (AFP)     | Gold                                                                   | (20.000)  |
| Schweiz (IFPI)     | Gold                                                                   | (25.000)  |
| Tschechien (IFPI)  | Gold                                                                   | (5.000)   |
| Insgesamt          | 7× Gold · 2× Platin ·                                                  | 1.000.000 |